# Caccobius croceocinctus
Caccobius croceocinctus là một loài bọ cánh cứng trong họ Bọ hung (Scarabaeidae).